# 居組車站

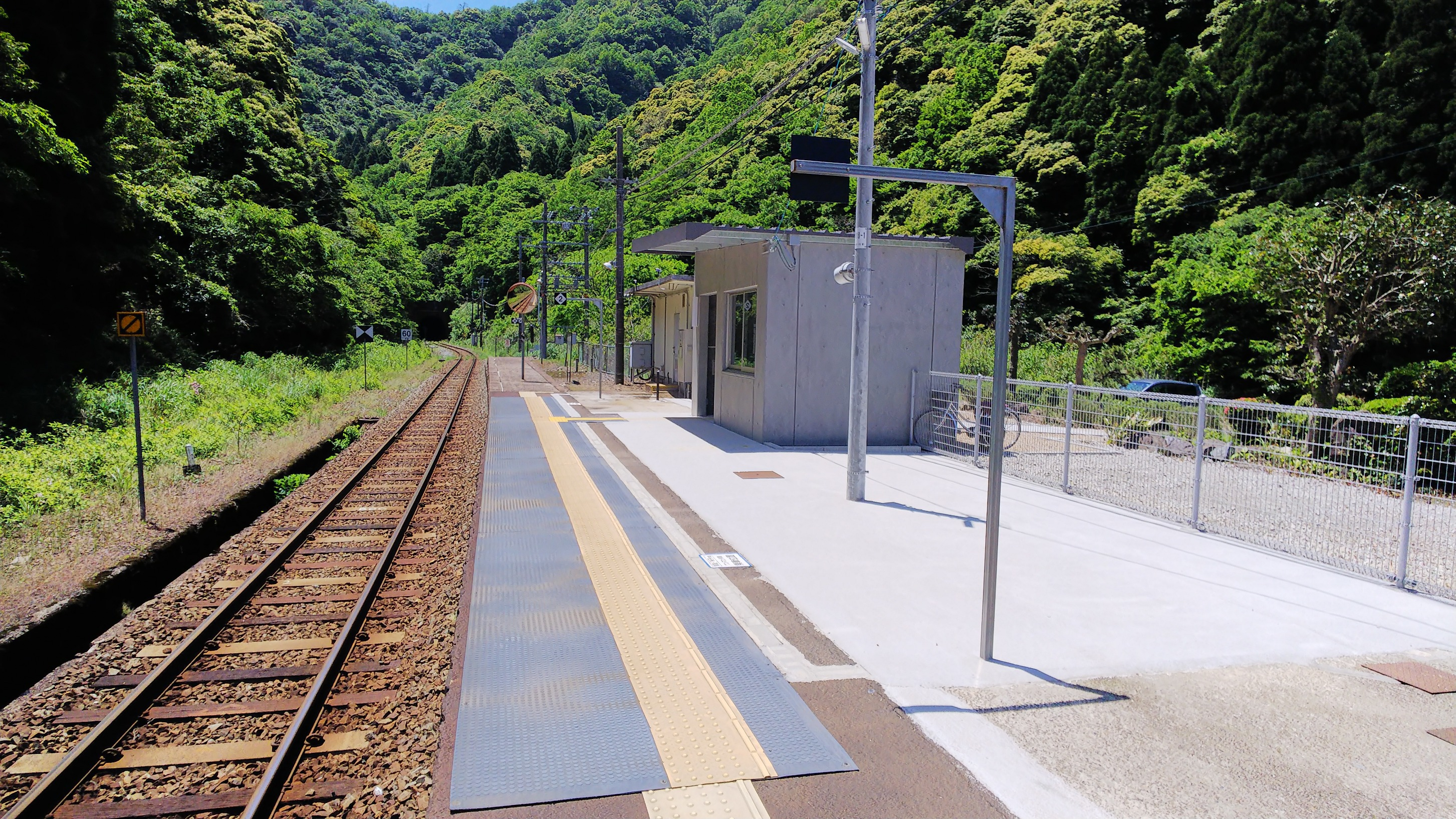
候車室與月台（2019年5月）

居組車站（日语：／ Igumi eki */?）是一由西日本旅客鐵道（JR西日本）所經營的鐵路車站，位於日本兵庫縣美方郡新溫泉町諸寄，是JR西日本山陰本線沿線的一個無人小站，屬於近畿統括本部所管轄範圍。

## 簡介
居組車站是山陰本線自京都方向起算、在兵庫縣境內的最後一站，其下一站東濱已經是位在隔鄰的鳥取縣境內。配合行政地區的切換，JR西日本近畿統括本部與中國統括本部也是以居組與東濱之間作為界線。而位於兵庫縣這一側的居組車站，其站內的設施屬於近畿統括本部。
然而，由於兩支社管理範圍交界的居組與東濱兩站都是無人的地方小車站，不適合作為普通列車的折返分界，因此由中國統括本部負責經營的山陰本線列車，實際上會跨過管理區的邊界駛至規模較大的濱坂車站進行折返與接駁，是比較特殊的一個狀況。

## 車站結構
鳥取方向右側的側式月台1面1線的地面車站（停留所）。

## 相鄰車站
西日本旅客鐵道
 山陰本線
■快速
通過
■普通
諸寄－居組－東濱